# Görlitzer Warenhaus

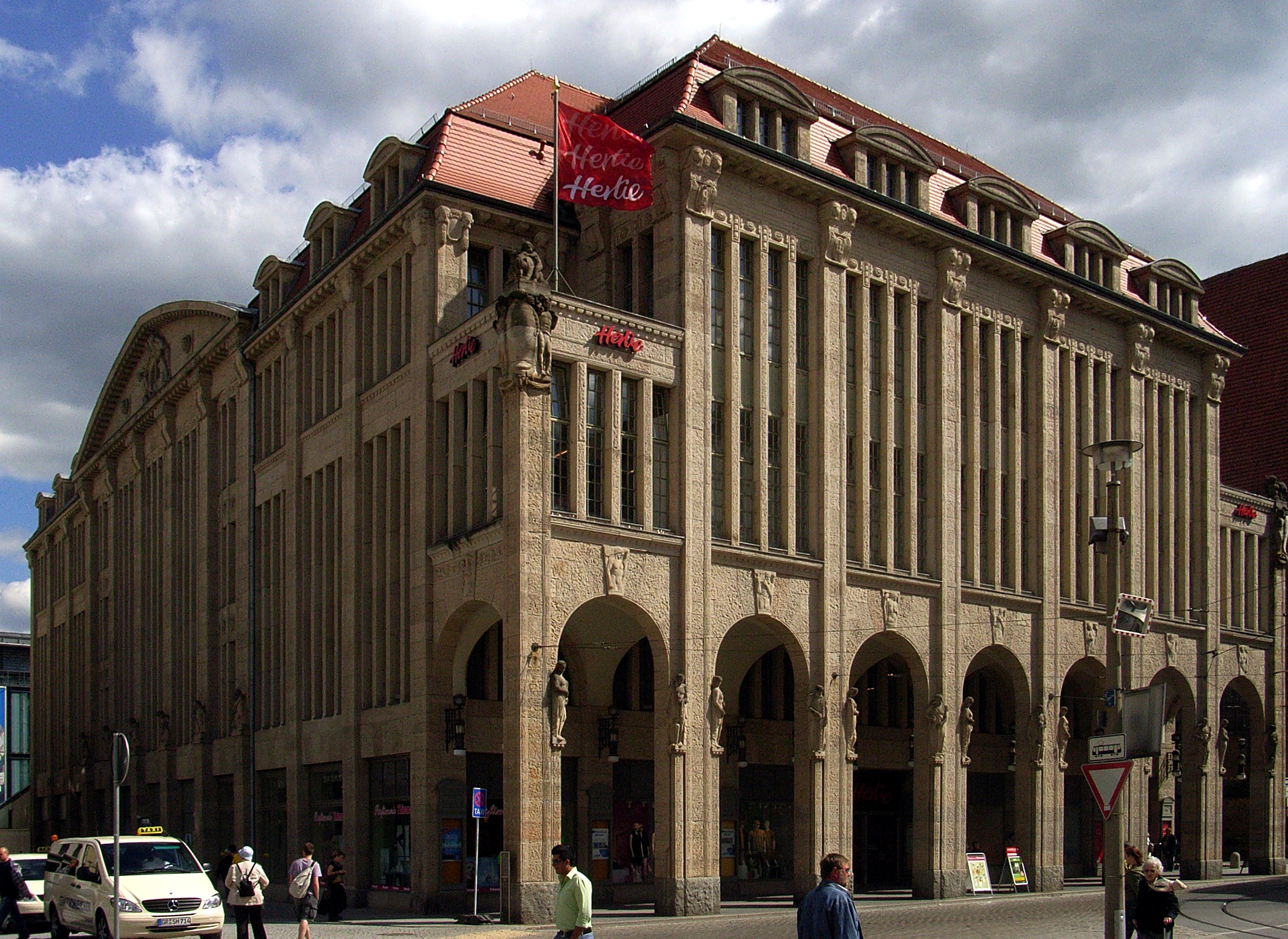
Façade.

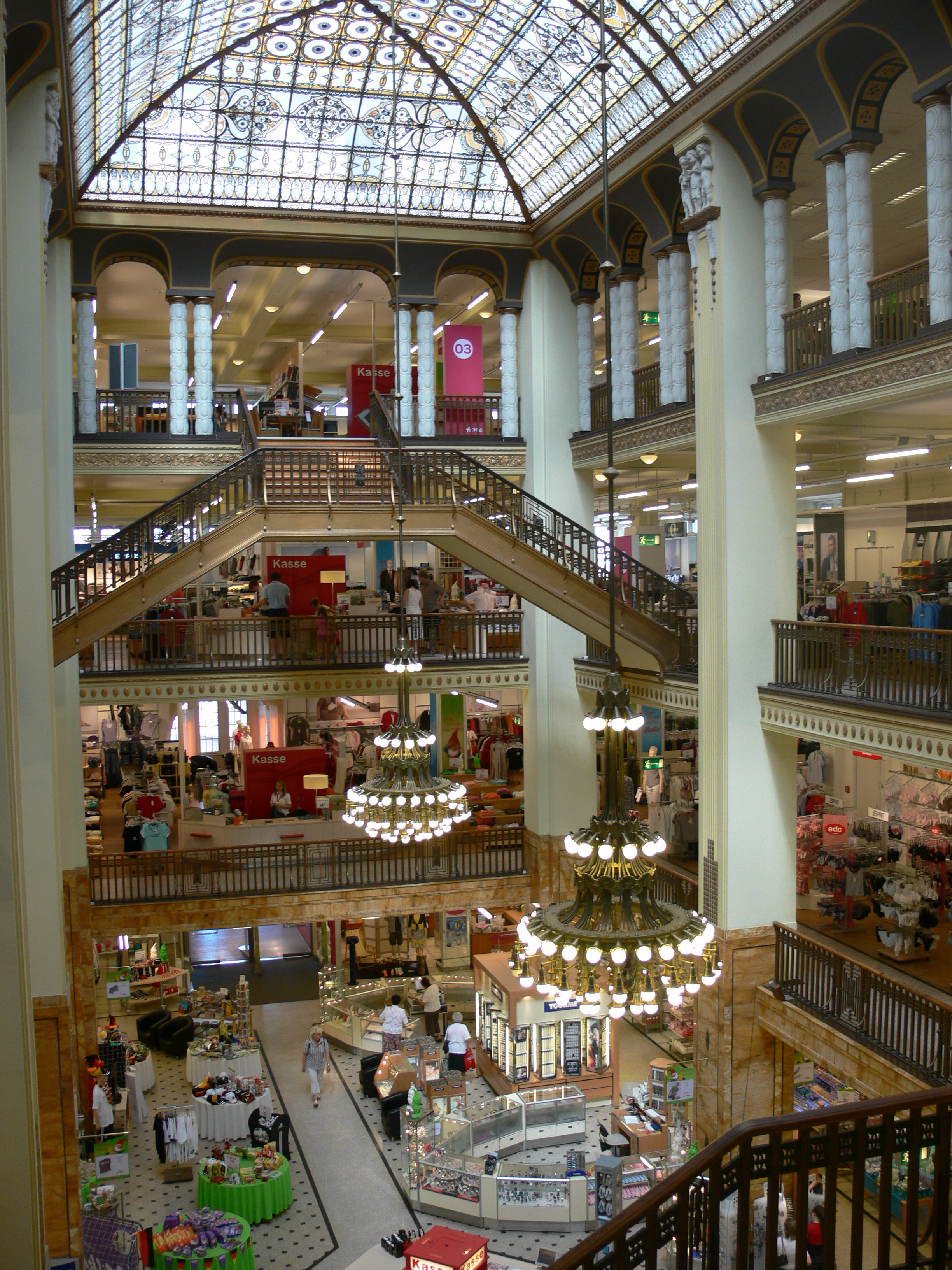
Intérieur en 2008.

Le grand magasin Görlitz ou Görlitzer Warenhaus, situé près de la Frauenkirche à Görlitz (Saxe), est un grand magasin allemand Art déco ouvert en 1913 et exploité jusqu'au 15 août 2009. La ville et une initiative citoyenne ont cherché à relancer le magasin, aboutissant à l'installation d'une parfumerie dans l'édifice. En 2013, l'investisseur Winfried Stöcker rachète le bâtiment afin de lui redonner sa vocation initiale de grand magasin, souhaitant le renommer Kadeo (une allusion au KaDeWe de Berlin).
Le grand magasin a une superficie totale d'environ 10 000 m2, dont la moitié en espace de vente au détail. Le reste comprend des bureaux (475 m2), des surfaces d'appui (2 750 m2) et des espaces divers (1 160 m2). L'intérieur dispose de grands escaliers et d'un dôme de verre orné. Il y a également des éléments Art nouveau sur les piliers de soutien. Un grand lustre richement décoré pend du plafond.
Le film The Grand Budapest Hotel y a été tourné en partie en 2013.